# Jávor Mária
Jávor Mária, névváltozat: Maria Yavor (Rákoskeresztúr, Munkásotthon - ma Rákosliget -, 1889. október 11. – Honolulu, USA, 1976. július 9.) operaénekesnő.

## Életútja
Egy ideig a budapesti Népoperában működött. Első fellépése a Quo vadisban volt. Január havában fellépett Stockholmban. Az ottani udvari operaházban is fellépett, azonfelül négy hangversenyen a Konzertverein zenekari kíséretével énekelt és mindegyik fellépésével a sajtó és a közönség osztatlan elismerését érdemelte ki. 1918. december havában a krisztiániai (Oslo) új Opera Comiquehoz szerződött. 1922. január 4-én fellépett mint vendég a budapesti Városi Színházban, a Traviatában.
Férje Várnay Sándor (1889-1924) operaénekes volt, leányuk Astrid Varnay operaénekesnő.